# リハビリテーション
リハビリテーション（英語: rehabilitation）は、身体的、精神的、社会的に最も適した生活水準の達成を可能とすることによって、各人が自らの人生を変革していくことを目指し、且つ時間を限定した過程である。
リハビリテーションの語源はラテン語で、re（再び）+ habilis（適した）、すなわち「再び適した状態になること」
「本来あるべき状態への回復」などの意味を持つ。同じ言葉はヒト属の一種であるホモ・ハビリス（Homo habilis、「器用なヒト」）にも用いられる。他に「権利の回復、復権」「犯罪者の社会復帰」などからの意味合いがある。

## 定義
- WHO（世界保健機関）による定義 1981年
リハビリテーションは、能力低下やその状態を改善し、障害者の社会的統合を達成するためのあらゆる手段を含んでいる。
リハビリテーションは障害者が環境に適応するための訓練を行うばかりでなく、障害者の社会的統合を促す全体として環境や社会に手を加えることも目的とする。
そして、障害者自身・家族・そして彼らの住んでいる地域社会が、リハビリテーションに関するサービスの計画と実行に関わり合わなければならない。
- 国際障害者世界行動計画による定義 1982年[3]
リハビリテーションとは、身体的、精神的、かつまた社会的に最も適した機能水準の達成を可能とすることによって、各個人がみずからの人生を変革していくための手段を提供していくことをめざし、かつ時間を限定したプロセスである。
- 80年代憲章（国際障害者リハビリテーション協会）の定義[3]
リハビリテーションとは、障害をもった個人を援助し、可能な限りその機能を発揮させるように、そして社会のなかにインテグレート（統合）させるように、医学的・社会的・教育的・職業的な各手段を組み合わせて実行する過程である。
- 地域リハビリテーション支援活動マニュアルの定義 1999年[4][3]
リハビリテーションとは医療保険・介護保険でのサービスのひとつであるとともに、技術であり、ひとつの思想でもあります。また、リハビリテーションは、医学、教育、職業、社会など、きわめて多角的なアプローチを必要としています。さらにリハビリテーションとはなによりも人権の問題であり、本来人権をもたない障害者に国や社会が恩恵・慈悲として人権を付与するものではありません。人が生まれながらにしてもっている人権が、本人の障害と社会制度や慣習・偏見などによって失われた状態から、本来のあるべき姿に回復させるのがリハビリテーションです。

## 内容
日本では、リハビリテーションは病気や外傷が原因で心・身の機能と構造の障害と生活上の支障が生じたときに、個人とその人が生活する環境を対象に、多数専門職種が連携して問題の解決を支援する総合的アプローチの総体をいう。医療とその関係分野の専門職が行うリハビリテーションを医学的リハビリテーションと呼ぶが、教育分野、職業分野、社会福祉分野で行われるアプローチも医学的リハビリテーション以上に重要である。
心・身の機能と構造の障害には、出生前あるいは出生後に罹患した病気や外傷によって起きる脳・脊髄・末梢神経などの神経系、筋・骨・関節などの運動器系、呼吸器・環器・消化器・内分泌などの内臓器系、視覚・聴覚・平衡覚などの感覚器系、精神・心理などの知的機能系などに起きる機能と構造の障害を含む。また障害は心・身の機能・構造だけでなく、日常生活の活動の制限、社会生活への参加の制約も含める概念である。この概念は、障害というものが個人の生活する家庭・学校・職場・近隣地域・社会・行政などの環境に大きく影響を受けることを示している。このように障害は多岐にわたるので、医学的リハビリテーションはリハビリテーション専門医・リハビリテーション看護師・理学療法士・作業療法士・言語聴覚士・視能訓練士・臨床心理士・義肢装具士・臨床工学技士・柔道整復師・ソーシャルワーカーなど多数の専門職の協業によって行われるべきものである。
医学的リハビリテーションでは障害の回復が重要課題だが、予防的アプローチも大きな比重を占める。例えば、外科の開胸・開腹手術の術前・術直後から呼吸リハビリテーションを行って合併症の発生を未然に防ぐこと、骨・関節の手術前と手術直後から筋力増強を図って術後の筋力低下を防ぎ早期自立を図ること、回復が期待できない進行性の疾患でも筋力維持練習で進行を遅らせ、悪性新生物（癌・肉腫）でも合併症を防ぎ体力を維持し生活の活動性を保つことなどである。

## 安全対策
リハビリテーションを受ける患者というのは、いわゆる健常者ではないために、リハビリテーション実施時に、転倒などに伴う負傷や、全身状態の悪化などが起こる場合もあるということは考慮しておかねばならない。そもそも、元々血行動態が安定していない患者、安静時においても酸素飽和度が90 %以下である患者、体温が38 ℃を超えている患者などに対しては、リハビリテーションの実施を見合わせることが検討される。さらに、リハビリテーション実施中においても、脈拍の異常な増加、血圧の急上昇、不整脈の発現、激しい息切れなどが現れた場合には、リハビリテーションの中止がなされたり、休憩を入れて患者のバイタルの回復を待ってから再開するといったこともあり得る。また、精神安定剤や高血圧治療薬などを服用している患者の場合は、転倒などの事故のリスクが上がると考えられるため注意を要する。この他、あってはならないことではあるものの、患者を取り違えて全く関係の無いリハビリテーションメニューを実施するという事故が起こり得ることも忘れてはならない。

## リハビリテーションのチームアプローチ
脳卒中や脳外傷による障害は運動・感覚麻痺に加えて、言語の障害、知的な障害、家屋と地域の環境、家族関係、復学・復職の問題、経済的問題、地域社会資源活用など、本人・家族だけでは解決が困難な課題が山積していることが多いので、これらの解決を支援するために複数の専門職種がチームを組んで連携・協力して評価と治療を行う。
医学的リハビリテーションは医師の指示のもとに行われる。したがって医師は障害の状況を総合的に診察・評価して、リハビリテーションの目指す目標を設定し、目的と方法を提示し、これに伴う生命管理上のリスク限界を担当者に伝え、進行を管理する責任を負う。看護師は病棟生活での活動能力を把握して、家庭復帰後の生活を想定して他の専門職と協力し、日常生活の自立を技術指導し、本人と家族への心理的支援を行う。
- 理学療法士(PT)は運動療法によって身体機能の改善を図る。運動療法には関節可動域の増大、筋力の増強、麻痺を回復させる神経生理学的運動練習などの他に、寝返り・起き上がり・起立・歩行などの練習・指導を含む。以上の補助手段としてホットパック・渦流浴・電磁波・低周波・牽引・マッサージなどの物理療法を用いる。
- 作業療法士(OT)は作業活動を通じて心・身機能の回復を図り、日常生活の諸動作の自立を指導し、各種作業を応用して職業前評価・指導と趣味娯楽の開発・指導を行い、さらに精神疾患に対して各種作業を用いて精神的作業療法を行う。近年は教育分野での役割も大きく小学校などで教員と共に学習、学校生活全般に関わる作業療法士が増えてきている。特に広汎性発達障害、注意欠陥・多動性障害、アスペルガー症候群などの発達障害分野では重要な役割を持っている。
- 言語聴覚士(ST)は言語概念の障害である失語症と言語発達遅滞、麻痺性構音障害、吃音、難聴の言語障害などに言語治療を行う。また咀嚼・嚥下障害に対する治療も言語聴覚士を中心に、医師、看護師、栄養士と連携して行う。
- 臨床心理士は認知機能（知的機能・失認・失行・注意障害など）と性格（情緒障害を含む）の評価と治療・支援活動を行う。脳卒中・脳外傷・脳性麻痺などの中枢神経系の障害や自閉症、多動には不可欠な専門職だが、他の職種のような国家資格がなく、診療活動の有償化も課題である。
- 柔道整復師
- 医療ソーシャルワーカー（MSW)は本人の環境要因を調査して、ニーズと解決方法を把握し、社会資源の活用を含む環境調整的な側面から支援する。本人・家族への心理・社会的カウンセリングも重要である。身分制度の確立と、活動の有償化が今後の課題である。

## 生活機能分類(ICF)
疾病や外傷で起きる障害を把握する指標としてWHO は国際疾病分類(ICD)を補完するものとして1980年に国際障害分類(ICIDH)を発表した。しかしICIDH は医学モデル（疾病や外傷が身体の機能障害を招き、これが日常生活の能力を障害し、社会生活上の不利を招くとする思想で、障害は疾病と同様に個人の問題だとする立場）による分類であることから、これを改訂して社会モデル（障害は社会の様々な障壁に制約されて作られたものだから、完全参加が可能な環境の変更を社会全体の共同責任で取り組むべきだとする立場）による概念を含んで、両者を統合したモデルである国際生活機能分類(ICF)を2001年に作成した。
ICFの目的は①健康状況を研究する科学的基盤の提供、②健康状態を表現する共通言語の提供、③国家・職種・時根の相異に影響されないデータの比較、④健康情報システムに用いるコードの提供だとされている。
ICFの最大の特徴は、個人の生活機能はその人の健康状態だけで決まるものではなく、社会と個人の背景因子との双方向的な相互作用によって決まるものであるとしたことである。さらに大きな特徴は分類を(1)生活機能と障害、(2)背景因子の2部門に大別し、(1)生活機能を ①心身機能と構造、②活動と参加の2構成要素に分け、(2)背景因子として、環境因子と個人因子の2構成要素を掲げたことである。ICFのもう一つの特徴は、表現を心身機能と身体構造、活動と参加という中立的用語を用い、その障害を機能障害、活動制限、参加制約としたことである。中立的な表現を用いた根底には障害を否定的なものと捉えるべきでないとする立場が窺える。
心身機能には①精神機能、②感覚機能と痛み、③音声と発話の機能、④心血管系・血液系・免疫系・呼吸器系機能、⑤消化器系・代謝系・内分泌系機能、⑥尿路・性・生殖機能、⑦神経筋骨格と運動に関連する機能、⑧皮膚および関連する構造の機能があり、身体構造も同様に8項目に分類されている。
活動と参加は①学習と知識の応用、②一般的な課題と要求、③コミュニケーション、④運動・移動、⑤セルフケア、⑥家庭生活、⑦対人関係、⑧主要な生活領域、⑨コミュニティライフ・社会生活・市民生活がある。
環境因子は5項目で、①生産品と用具（採集・創作・生産・製造された自然あるいは人工的な生産品・装置・器具）、②自然環境と人間がもたらした環境変化（地理、人口、動植物、気候、災害、光、時間、音、振動、空気など）、③支援と関係（日常活動で提供される家族・友人・地域・上司・ボランティア・専門職などの人的支援）、④態度（家族・友人・地域・上司・ボランティア・専門職などの態度）、⑤サービス・制度・政策（消費財・建築・土地・住宅・公共事業・コミュニケーション・交通・保護・司法・団体・メディア・経済・社会保障・社会支援・保険・教育・労働・政治などに関わる）で構成される。
これらの分類は階層的に5段階に細分化される。結果は生活機能が9段階に評価して、小数点以下1桁目を実行状況、2桁目は能力（現時点で発揮できる最高のレベル）をもって評価する。環境因子は阻害因子5段階、促進因子5段階に評価し、小数点以下1桁目を阻害因子、促進因子があれば1桁目に＋記号をつけて記述する。
個人因子の分類項目はまだ完成されていない。

## 診断と評価
一般の臨床医学で疾病の根本的な回復を目的に、疾病原因を究明する作業を診断と呼ぶ。これに対してリハビリテーションでは、心・身機能、日常生活の活動性、社会生活への参加を把握する作業を評価と呼ぶ。評価はこれらの障害の要因を分析し、解決手段を検討し、有効性を確認する作業をいう。代表的評価種目を以下に述べる。
問診は障害の予防・改善・解決が目的なので、本人の職業・趣味を含む日常の生活の活動と社会生活への参加の実態、家族・縁者の協力体制、経済状態、家屋と地域の環境も把握することが望まれる。
関節可動域測定が骨・関節疾患では重要である。解剖学的基本肢位(ほぼ直立姿勢)を0度として、そこからの可動範囲を測定して記載する。身体前・後の運動が屈曲・伸展、内・外の運動が内転・外転、垂直軸周りの運動を内旋・外旋と呼称する。
徒手筋力測定は筋と神経系の疾患で重要な評価対象である。身体各部位の重量に打ち勝つ筋力を基準にして、5～0までの6段階に評価する。肩を例にとると、肘を伸展位で抵抗をかけない状態でのみ上肢を垂直まで屈曲(挙上)できれば3、中等度の抵抗をかけても屈曲できれば4、正常を5、重力の影響がない水平方向への運動なら可能な筋力を2、筋の収縮のみ認める状態を1、それもない状態を0と評価する。
脳卒中による痙性片麻痺の運動機能評価は共同運動という現象を基準に、その出現と消腿の度合いを評価する。発病の当初は随意性を喪失していることが多いが、やがて肩・肘・手指全体を生理学的な屈曲あるいは伸展方向に同時にのみ動かせる共同運動だけができるようになり、続いて各関節を単独で動かせ、さらに回復が進めば、複数の関節を屈曲・伸展逆方向に同時に動かすことができる複合運動が可能になる。評価は運動機能が以上のどの段階にあるかを把握して、解決方法を検討する作業である。
脳性麻痺は出生前後に運動神経の中枢が損傷を受けて生じる運動発達の遅れが障害の主体なので、その程度を正確に把握することが重要である。運動発達の程度は座位をとる機能を基本に、歩行に至るまでを年齢別に粗大運動能力を5段階に評価する方法が、現在は広く採用されている。しかし粗大運動能力の把握だけでは、脳性麻痺をその他の原因疾患と鑑別することはできず、発達神経学的な診断が不可欠である。
知的機能は言語理解、語の流暢性、空間、知覚、数、記憶、推理で構成されるというサーストンの多因子説が有名である。知能検査法にはビネー法、WAIS法、WISC法などがある。記憶検査法としてヴェクスラー検査法、三宅式検査法、ベントン視覚記銘検査法などがある。
性格検査の方法として日常の行動観察による評定法、質問への回答特性から評価する質問紙法（YG性格検査、不安検査、CMIなど）、作業過程を評価する作業検査法（内田クレペリン精神検査、ベンダー・ゲシュタルト・テストなど）、その他に投影法（ロールシャッハ・テスト、主題統覚法など）がある。
言語には言語概念の障害である失語症と言語発達遅滞、構音器官の運動麻痺による麻痺性構音障害、聴覚障害による聴覚性言語障害、口蓋裂による言語障害、吃音などがある。失語症は障害中枢の部位と程度によって全失語（言語理解と表出機能の喪失）、ブローカ失語（自己の意思を言語に表出する機能の障害）、ウェルニッケ失語（音声・文字言語を理解する機能の障害）、伝導失語（言葉を復唱する機能の障害）、健忘失語（名詞の表出が不良）その他がある。
運動麻痺がないにもかかわらず、目的にかなった行為ができない状態を失行と呼ぶ。動作を企画する中枢の障害が原因である。特定の指を立てたり目的のある協調運動ができない肢節運動失行、投げキスなどの慣習的動作や道具を使わないで整髪・歯磨きなどの動作ができない観念運動失行、歯磨きをブラシにつけて歯を磨くなどの道具の使用ができない観念失行、立方体の模写や積み木の組み立てができない構成失行、身体と衣服の部位を認識して着衣をすることが不可能な着衣失行などがある。
感覚・知覚障害がないにもかかわらず、対象を認識できない状態を失認と呼ぶ。視野欠損の有・無にかかわらず、一側の視空間が認識できない状態を半側視空間失認と呼び、脳卒中左片麻痺では出現頻度が高い。その他に、人の顔を判別できない相貌失認、見慣れたはずの建物・風景を認識できない地誌的失認などがある。
毎日の生活に必要で基本的な一連の身体的動作群を日常生活活動(ADL)という。この評価は食事、排泄、整容、更衣、入浴、起居・移動動作に項目を分けて、それぞれの自立可否を基準にして評価する。広く用いられる指標にバーセル指数、FIMがある。高齢者の自立度を把握するために、外出、家事、金銭処理、書類作成、読書、訪問、対人関係維持などの可否を評価する老研式活動能力指標もある。
QOLの指標として医療行為の効果判定基準に広く健康関連QOLが使用されている。代表的な指標としてNHP、SIP、SF36、EuroQOLなどがある。一方で、安寧感、満足感、幸福感などの言葉で表現される主観的QOLは、患者が治療を選択する基準として最も重要だと指摘されているが、これを評価する標準化された指標はまだ確立していない。

## ハビリテーション
リハビリテーションと似た言葉としてハビリテーションがある。類義語は療育である。リハビリテーションは、すでに獲得済みの機能が失われたときに行われることに対して、ハビリテーションは先天的な障害を持った者が社会生活を送る上での不都合を減らすために行われる。